# Perissomastix caryocephala
Perissomastix caryocephala är en fjärilsart som beskrevs av Edward Meyrick 1937. Perissomastix caryocephala ingår i släktet Perissomastix och familjen äkta malar. Inga underarter finns listade i Catalogue of Life.